# Renia pulverosalis
Renia pulverosalis là một loài bướm đêm thuộc họ Noctuidae. Nó được tìm thấy ở Bắc Mỹ, bao gồm Maryland và Utah.